# クアンタム・オブ・ザ・シーズ
クアンタム・オブ・ザ・シーズ (MS Quantum of the Seas)は、ロイヤル・カリビアン・インターナショナルが運航するクルーズ客船。

## 概要
2014年11月に就航、処女航海となるニューヨーク発着のカリブ海クルーズを2014年11月から2015年4月にかけて実施した。2015年5月から約1ヶ月半かけてアジアクルーズの母港となる上海宝山国際クルーズターミナルへのポジショニング（配置換え）クルーズを行い、2015年6月から上海を母港としてアジアクルーズに就航している。
日本初寄港は、上海発着の4泊5日のクルーズで、2015年6月27日に博多港に寄港した。在福岡中華人民共和国総領事館、国土交通省、福岡市などの関係者が出席して歓迎式典が開催された。
。
2015年7月2日には、境港へ初寄港した。上海発着の5泊6日のクルーズで、中東呼吸器症候群の感染拡大の影響で、釜山から寄港地を変更した。
また、2015年7月19日には長崎港に寄港した。
また、8月15日には広島港五日市岸壁に寄港した。2018年4月20日には、山口県下関市の下関港に初寄港した。
スペクトラム・オブ・ザ・シーズの上海配置に伴い、2019年下半期に母港をシンガポールに移す予定。

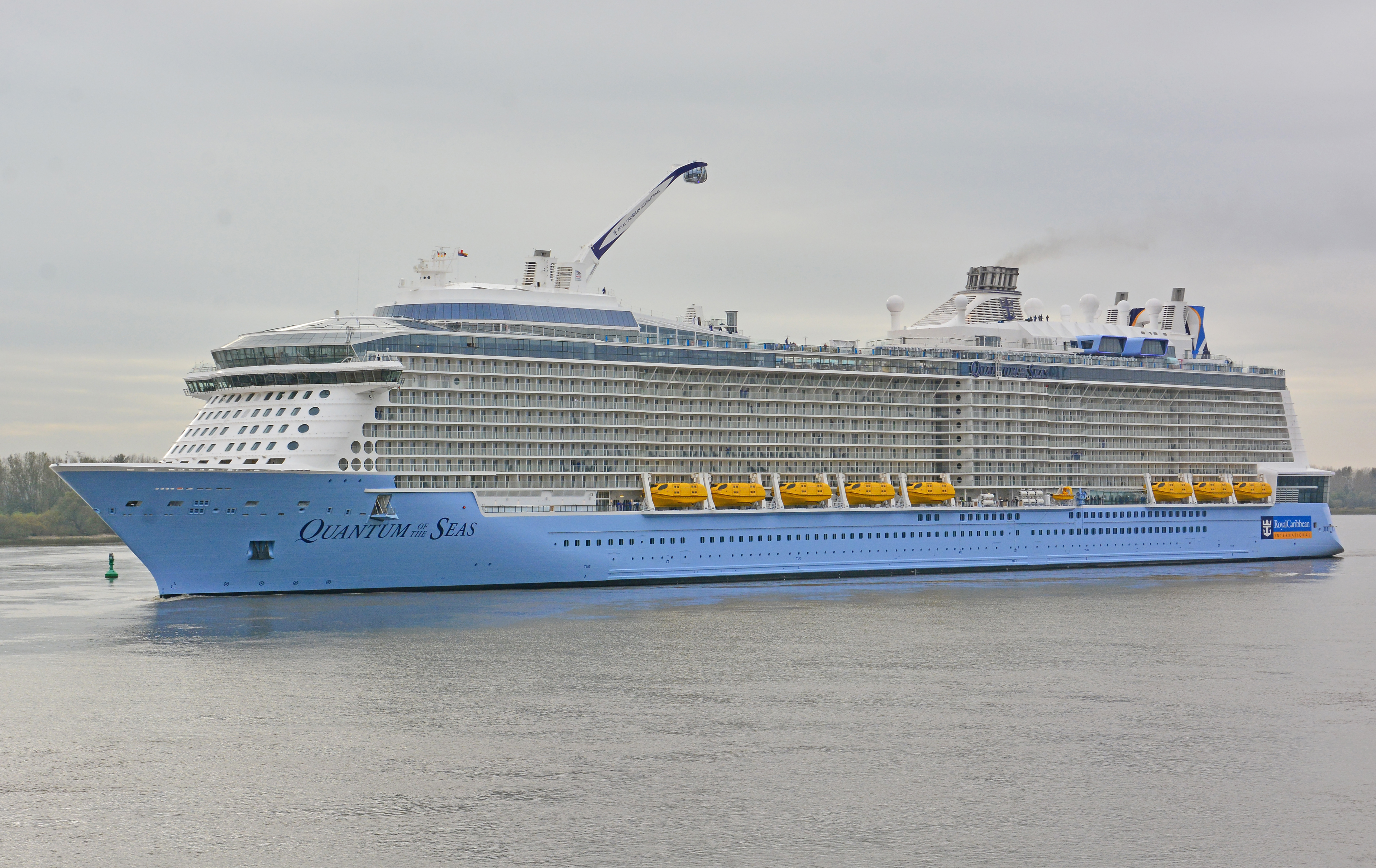
クァンタム・オブ・ザ・シーズ
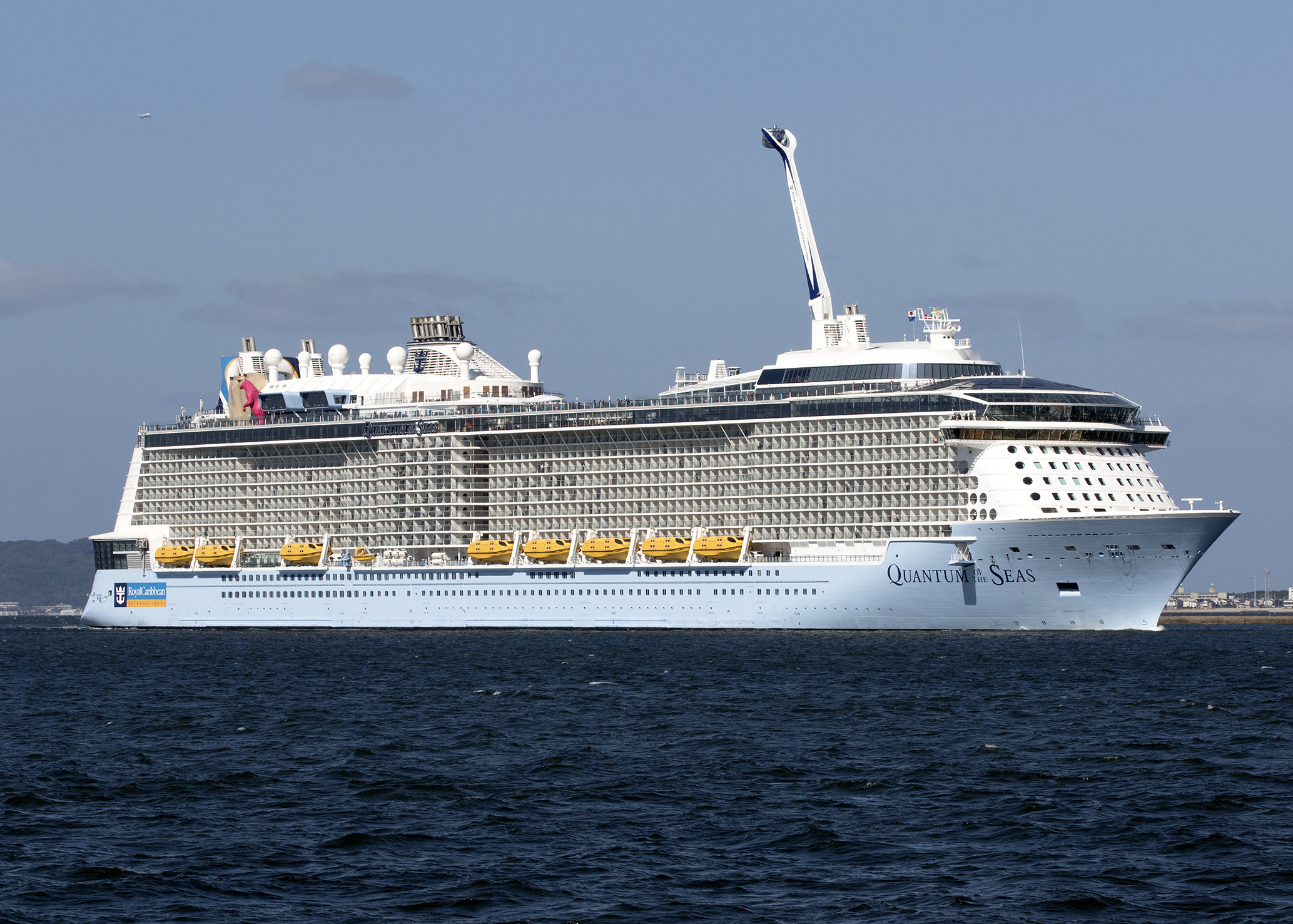
クァンタム・オブ・ザ・シーズ 博多港にて
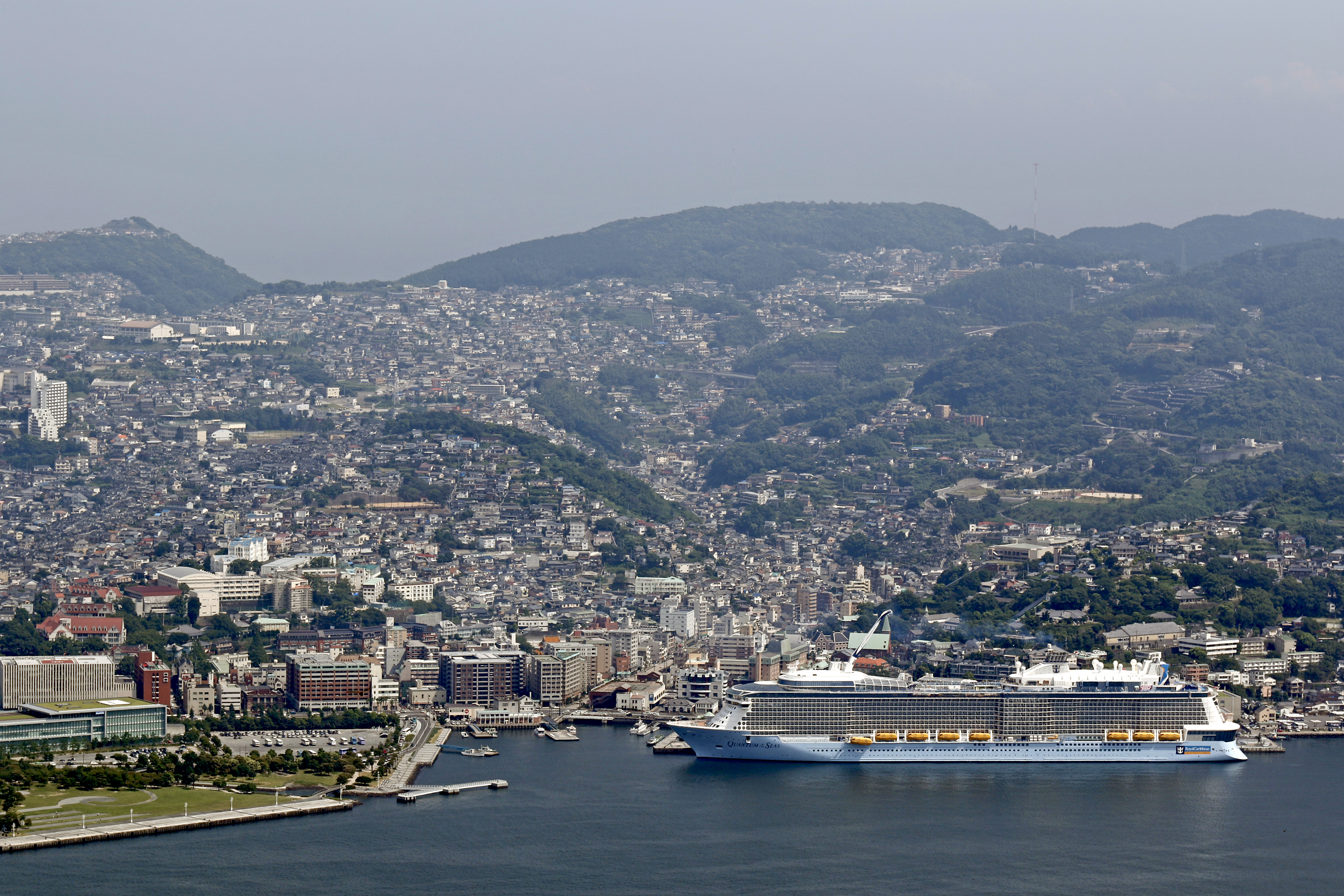
長崎港の松ヶ枝国際ターミナルに停泊中のクアンタム・オブ・ザ・シーズ(2015年8月10日)
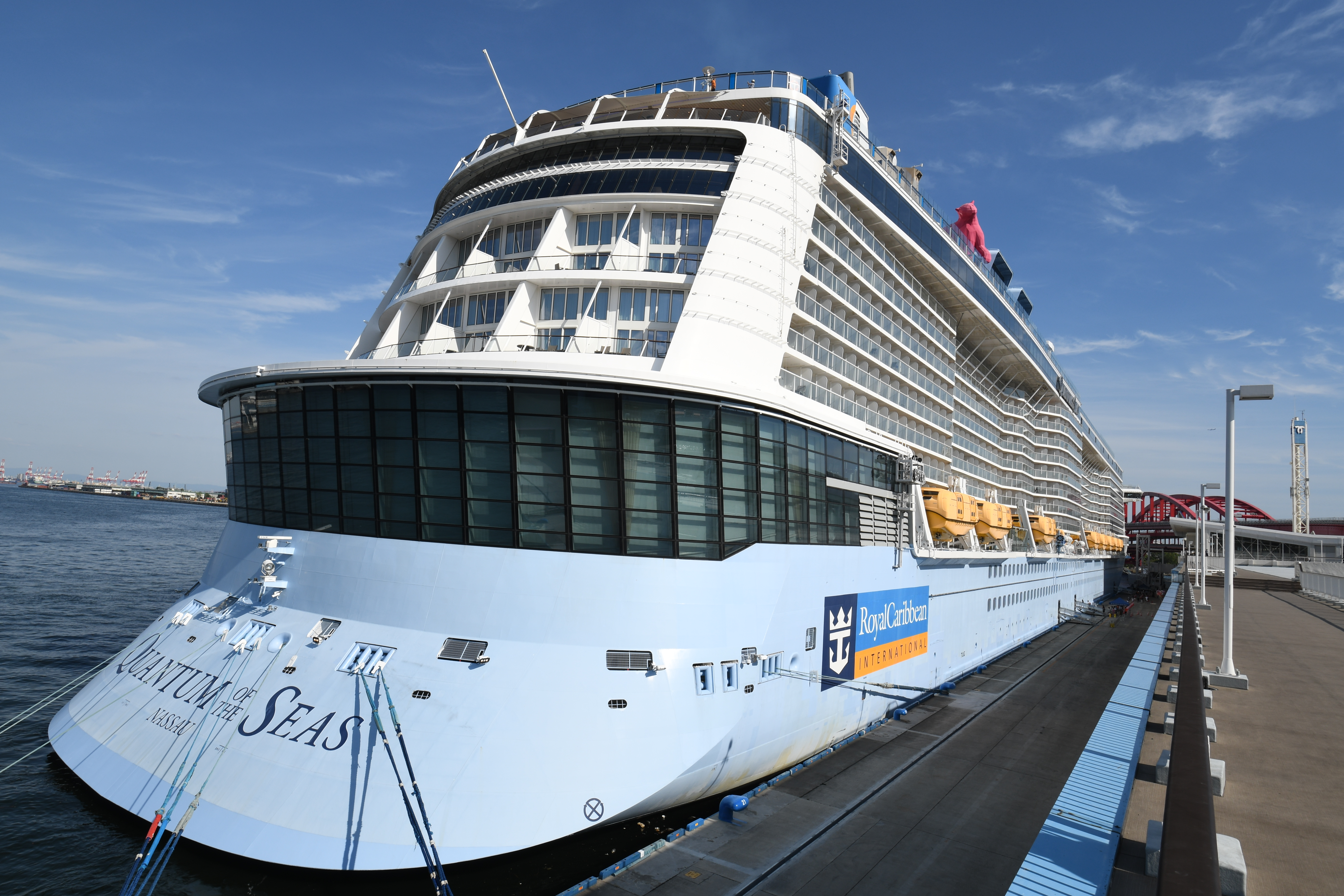
神戸ポートターミナルに停泊中のクァンタム・オブ・ザ・シーズ（2018年8月）

## 船内設備
- ノース・スター (宝石型展望カプセル)
- リップコード・アイフライ (スカイダイビング体験)
- シー・プレックス (エンターテイメント屋内施設)
- TWO70 (エンターテイメント施設)

## 客室

### スイート
- ロイヤルロフトスイート（152.3m2＋38.5m2）
- オーナーズロフトスイート（90.5m2＋28.1m2）
- グランドロフトスイート（73.8m2＋20m2）
- スカイロフトスイート（68.7m2＋17m2）
- オーナーズスイート（50.2m2＋24m2）
- ファミリースイート（50.4m2＋24m2）
- ファミリージュニアスイート（27.9m2＋7.5m2）
- スーペリアグランドスイート（32.6m2＋24m2）
- グランドスイート（32.6m2＋10.1m2）
- ジュニアスイート（25.6m2＋14.9m2）
- スパジュニアスイート（24.8m2＋7.5m2）

### バルコニー
- スーペリアバルコニー（18.3m2＋5.1-11.0m2）
- デラックスバルコニー（16.4m2＋7.6m2）（(視界不良)18.3m2＋5.1m2）
- スチュディオ・バルコニー（11m2＋5.1m2）

### 海側
- スーペリア海側（28m2）
- ラージ海側（19.8m2）
- スタンダード海側（16.9m2）

### 内側
- ラージ内側（16.5-17.3m2）
- スタンダード内側（15.4m2）
- スチュディオ内側（9.3m2）

## 同型船
- アンセム・オブ・ザ・シーズ - 2015年4月20日就航
- オベーション・オブ・ザ・シーズ - 2016年4月8日就航
- スペクトラム・オブ・ザ・シーズ - 2019年4月18日就航